# Hampsonodes divisa
Hampsonodes divisa là một loài bướm đêm trong họ Noctuidae.